# 凱泉灣總站
凱泉灣總站（葡萄牙語：Riviera Macau / Terminal）位於澳門半島比厘喇馬忌士街凱泉灣地面層，是一個已停用的終點站。

## 簡介
2007年，私人屋苑住宅項目凱泉灣正式動工興建，由於土地前身屬於南光公司的商業用地，發展商在興建時按澳門特區政府批地要求已於地面層預留作巴士總站或上落貨區，另外上蓋三層分別預留作社會服務設施和公眾停車場。
交通事務局為加強澳門半島與離島之間的巴士服務，由2011年8月28日首班車開始延伸MT4路線的服務範圍，本站同時啟用，初期命名為“凱泉灣”站。

## 車道
| 車道             | 路線             |
| → 比厘喇馬忌士街 | 上落客區、電召站 |
| → A 車道         |                  |
| → B 車道         |                  |

## 歷史
- 2011年8月28日起，本站開設，以配合MT4路線由「媽閣總站」延伸至本站。[3][4]
- 2013年9月28日，6B路線開設，以本站為總站。[5]
- 2014年2月18日，位於本站外側露天部份的上落客區用作宏益電召的士有限公司旗下的特別的士侯召站。直至同年11月初因特別的士營運結束而取消有關安排。[6]
- 2016年4月23日，「凱泉灣」站更名為「凱泉灣總站」。[7]
- 2016年5月7日，MT4路線延長至筷子基北灣，取消停靠本站。[8][9]
- 2022年4月28日，71S路線改為雙向線，以本站為總站。[10][11]
- 2022年7月1至2日，配合6‧18大規模COVID-19疫情核酸檢測安排，因應流動核酸採樣車的停泊點作調整，本站暫停運作，6B路線改為於“媽閣總站”開出。[12]
- 2022年7月4日，為配合流動核酸採樣車繼續停靠，本站繼續停用，71S路線停駛。[13][14]
- 2022年9月14日起，由於本站繼續用作COVID-19常規核酸檢測站用途，71S路線調整至“河邊新街／豐順新邨”站作澳門半島臨時總站。[15][16]
- 2022年12月3日，6B路線改以媽閣交通樞紐為總站，正式取消停靠此站。[17][18][19]
- 2022年12月12日，C04路線新增停靠本站，對核酸單管檢測陽性或自測抗原陽性人士，且未具條件自行前往社區治療中心（澳門蛋）提供免費接載服務。[20][21]
- 2022年12月15日，“社區治療中心專線”更名為“社區治療中心及社區門診專線”，C04路線與C01路線合併，不再以本站為起點站或途經本站。[22]
- 2023年2月27日，71S路線澳門半島總站調整至“俾若翰街／快富樓”站，不再以此站為總站。[23]

## 現況

### COVID-19核酸檢測設施
- 2022年7月起，澳門爆發6‧18大規模COVID-19疫情，澳門特區政府新型冠狀病毒感染應變協調中心將原本停泊在司打口休憩區的流動核酸檢測車遷往本站停泊，期間本站的巴士總站設施暫停使用，便利居民前往並配合指定人士及全民核酸檢測進行。[24][25]有關流動核酸檢測車或戶外核酸檢測站在發出三號風球期間將會暫停運作。[26]
- 2022年11月12日，為配合入境醫學觀察防疫措施調整，本站的戶外常規核酸檢測站增設“紅碼專道”，供入境人士在離開醫學觀察酒店翌日起計第1、2、3天須自費接受核酸檢測。[27]
- 2022年12月13日，本站停止運作核酸檢測站用途，原計劃改用作感染者社區門診；但新型冠狀病毒感染應變協調中心表示，為方便居民就診及平衝居民生活需要，原位於本站內的社區門診遷移至海事工房。而核酸檢測站維持運作，並作為“抗疫包”派發點之一。[28][29][30]
- 2023年1月8日，隨著澳門出入境防疫措施政策調整，位於本站內的常規戶外核酸檢測站正式停止運作。[31]

### 臨時行車道
- 2023年2月13日，為配合「內港南雨水泵站及下水道工程」推進，本站外側車道改為臨時車道，供車輛取道貨倉巷到本站左轉往比厘喇馬忌士街。[32]

### 優化工程
- 2025年6月17日，隨着內港南雨水泵站及下水道工程進入最後階段，本站開展整治工程，施工期為22天，當中包括擴闊站內的行人通道和候車區域、優化行人過路設施等。[33]

## 設施
- 巴士路線指示牌
- 澳巴站長室
- 社會服務設施及河邊新街停車場電梯出入口

## 鄰近公共運輸站
M183 河邊新街／凱泉灣（Alm. Sérgio / Riviera Macau）
路線：1、2、5、6B、10、18、18B、26、60、61、65、71S、MT4、N3
M184 河邊新街／街市（Alm. Sérgio / Mercado）
路線：1、2、5、6B、10、11、21A、26、55、60、65、71S、MT4、N3
M186 河邊新街／貨倉巷（Alm. Sérgio / Trv. dos Armazéns）
路線：11、21A、55

## 外部連結
- （繁體中文）澳門公共汽車有限公司官方網頁（页面存档备份，存于）